# 永盛镇 (雷波县)
永盛镇，原为永盛乡，是中华人民共和国四川省凉山彝族自治州雷波县下辖的一个乡镇级行政单位。2020年6月，撤销永盛乡、溪洛米乡和回龙场乡，设立永盛镇，以原溪洛米乡、原永盛乡和原回龙场乡砖房村、高峰村、小湾村、中河村、大堰村、寨堡村、欧家山村所属行政区域为永盛镇的行政区域。

## 行政区划
永盛镇下辖以下地区：
新建村、石关门村、青坪村、山脚村、堰塘村、农乐村、槽田村、岭岗村、红岩湾村和大河村。